# Mladen Petrić
Mladen Petrić (* 1. ledna 1981, Brčko-Dubrave, SR Bosna a Hercegovina, Jugoslávie) je bývalý chorvatský fotbalista. Jeho rodiče jsou Chorvati. Naposledy hrál v roce 2016 v dresu řeckého Panathinaikos.
Ještě jako dítě se odstěhoval s rodiči do švýcarského města Neuenhof, a získal ke své chorvatské národnosti ještě švýcarské občanství. Jako dítě byl v juniorských mužstvech FC Neuenhof (1986-1996) a FC Baden (1996-1998).
Profesionální kariéru začal v 17 letech v klubu FC Baden (1998-1999). V letech 1999–2004 působil ve švýcarském Grasshoppers. Od roku 2004 až do roku 2007 působil v klubu FC Basel. V roce 2007 přestoupil do bundesligového týmu BV Borussia Dortmund. O sezonu později odešel do Hamburgeru SV, kde za čtyři sezony nastřílel v lize 38 branek. V létě 2012 jako volný hráč přestoupil do Fulhamu, který vedl Martin Jol, trenér Petriće v sezoně 2008/09. Hned ve svém soutěžním debutu proti Norwichi vstřelil dva góly, čímž přispěl k výhře 5-0 a průběžnému vedení Fulhamu v Premier League. Po sezóně se z něj opět stal volný hráč, šanci dostal v dalším londýnského klubu West Ham United. Nedokázal se však probojovat do sestavy, a po pouhých 113 odehraných minutách West Ham opustil v zimním přestupovém období. Přestoupil do řeckého Panathinaikos, kde působil další 2 sezóny, než zde ukončil profesionální kariéru.
Od roku 2001 byl Petrić členem chorvatské reprezentace, za kterou nastoupil i na EURU 2008.